# Amphimallon gianfranceschii
Amphimallon gianfranceschii är en skalbaggsart som beskrevs av Luigioni 1931. Amphimallon gianfranceschii ingår i släktet Amphimallon och familjen Melolonthidae. Inga underarter finns listade i Catalogue of Life.